# 黑头鹃鵙
黑头鹃鵙（学名：Coracina melanoptera）是山椒鸟科鸦鹃鵙属的一种，分布于南亚和东南亚。

## 照片

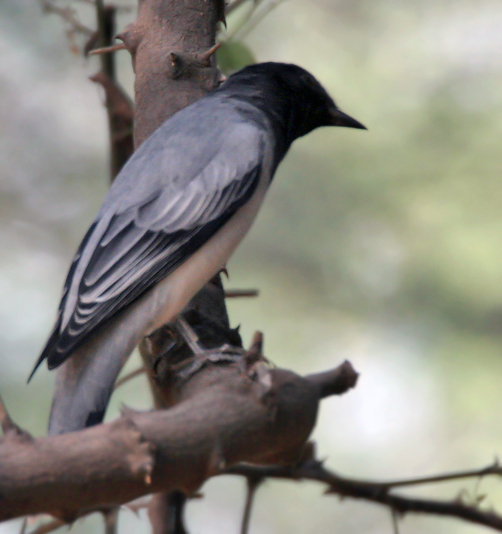
雄鸟
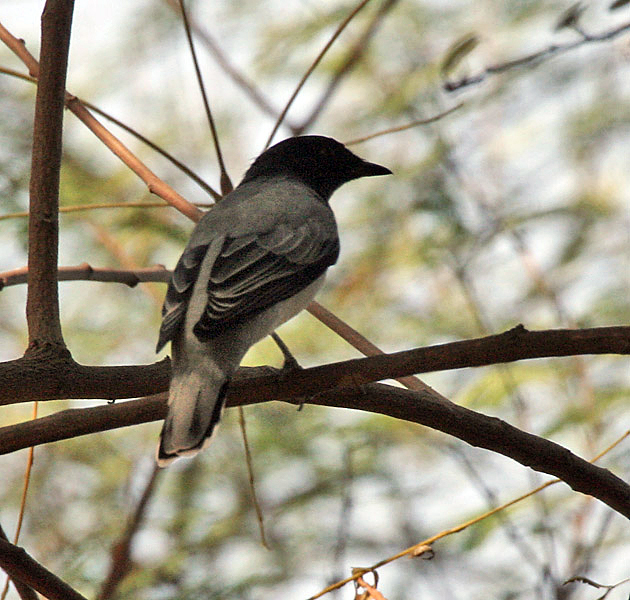
雄鸟
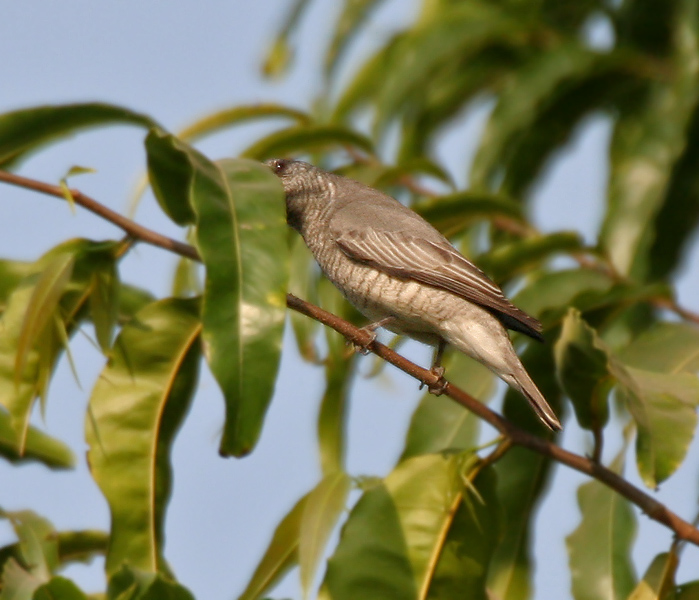
雌鸟
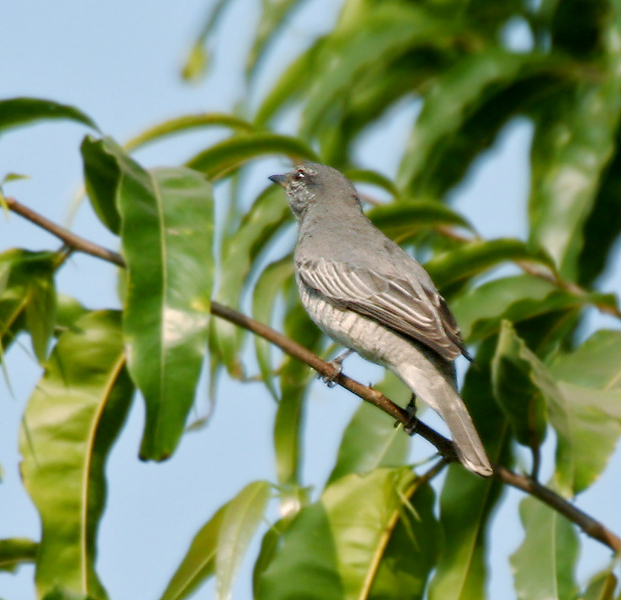
雌鸟
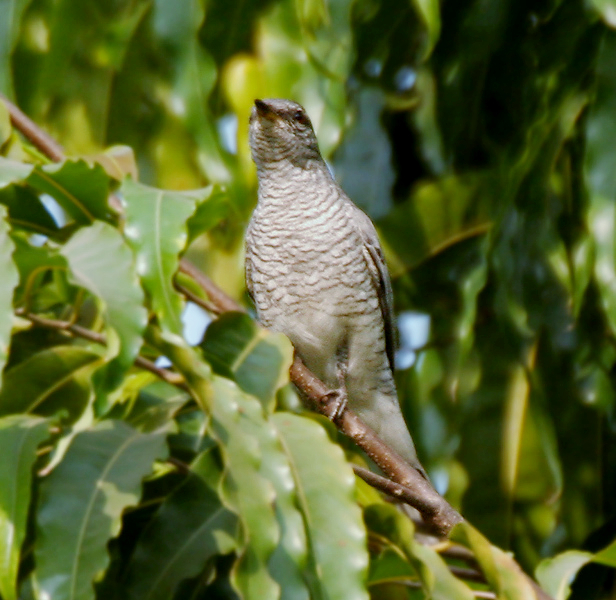
雌鸟
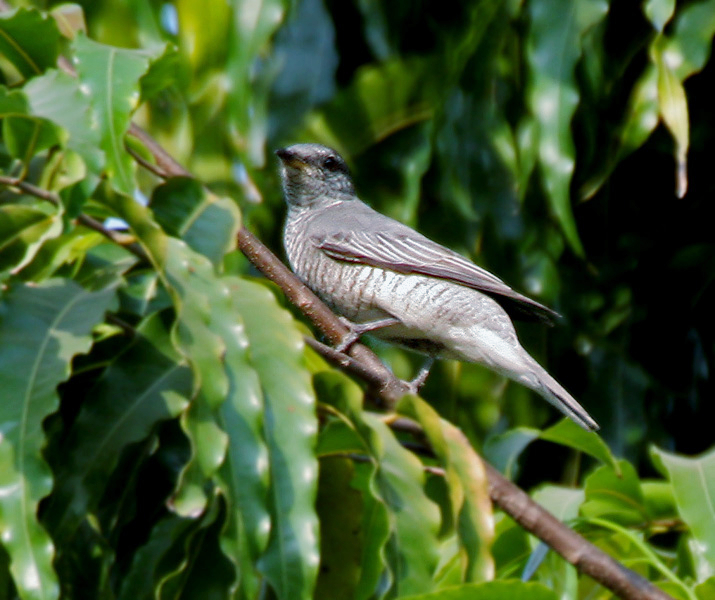
雌鸟
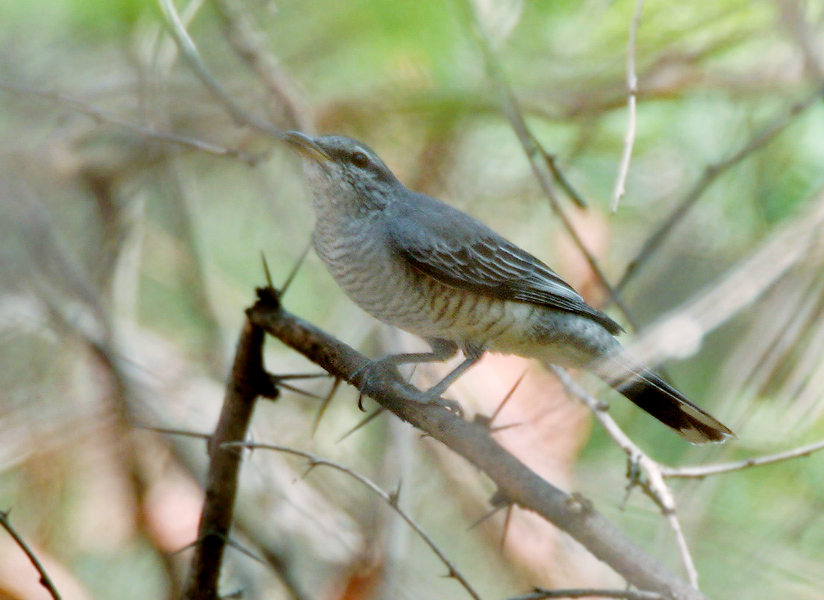
雌鸟
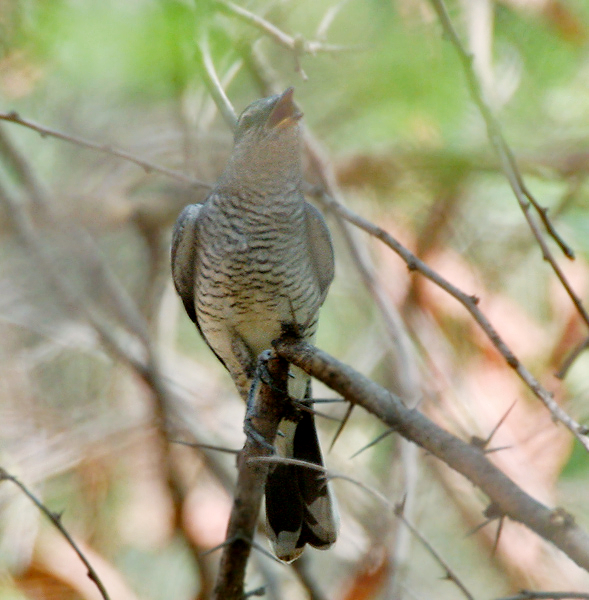
雌鸟